# Comuni del Niger

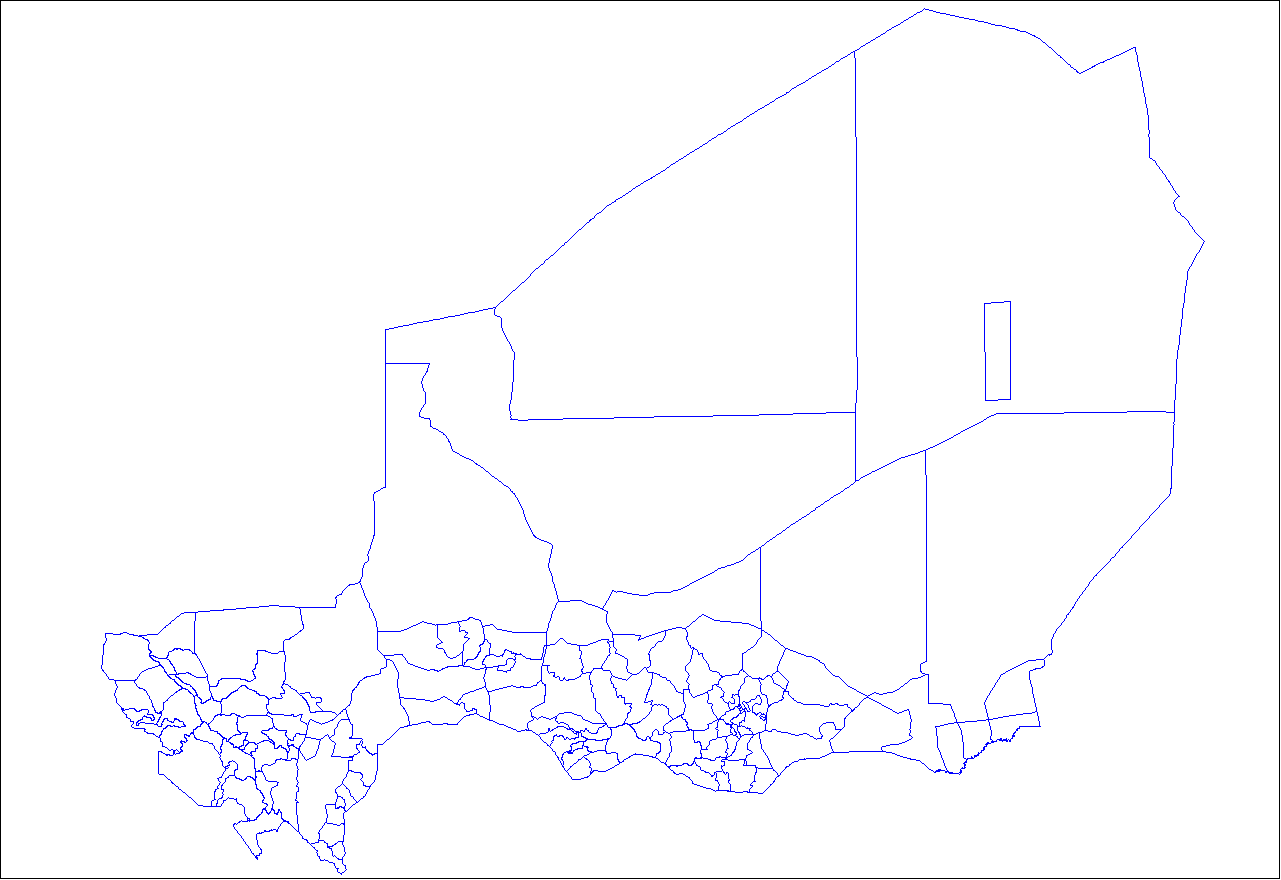
Comuni del Niger

I comuni del Niger costituiscono la suddivisione amministrativa di terzo ed ultimo livello del Paese, dopo le regioni (7 oltre al dipartimento della capitale Niamey che ha funzioni e poteri di una regione) e i dipartimenti (36).
La suddivisione in comuni è stata stabilita dalla Legge 2002-14 dell'11 giugno 2002, che ha determinato la creazione di 52 comuni urbani e 213 comuni rurali; fanno parte dei comuni urbani anche i 5 comuni in cui è amministrativamente divisa la capitale Niamey.
Molti dei comuni, in particolare quelli rurali, sono composti da numerosi villaggi o semplici agglomerati di abitazioni che non hanno valenza amministrativa ma eleggono propri rappresentanti nelle amministrazioni dei comuni di appartenenza; il numero di questi nuclei abitati può anche essere superiore a 100.

## Lista

### Regione di Agadez

#### Dipartimento di Arlit
- Arlit
- Dannet
- Goûgaram
- Iferouâne
- Timia

#### Dipartimento di Bilma
- Bilma
- Dirkou
- Djado
- Fachi

#### Dipartimento di Tchirozerine
- Aderbissinat
- Agadez
- Dabaga
- Ingall
- Tabelot
- Tchirozerine

### Regione di Diffa

#### Dipartimento di Diffa
- Bosso
- Chétimari
- Diffa
- Gueskerou
- Toumour

#### Dipartimento di Maine-Soroa
- Foulatari
- Goudoumaria
- Maine-Soroa
- N'Guelbely

#### Dipartimento di N'guigmi
- Kablewa
- N'Gourti
- N'guigmi

### Regione di Dosso

#### Dipartimento di Boboye
- Birni N'Gaouré
- Fabidji
- Fakara
- Falmey
- Guilladje
- Harikanassou
- Kankandi
- Kiota
- Koygolo
- N'Gonga

#### Dipartimento di Dogondoutchi
- Dan-Kassari
- Dogondoutchi
- Dogonkiria
- Doumega
- Guecheme
- Kieche
- Koré Maïroua
- Matankari
- Soucoucoutane
- Tibiri

#### Dipartimento di Dosso
- Dosso
- Farey
- Garankedey
- Golle
- Goroubankassam
- Karguibangou
- Mokko
- Sambera
- Tessa
- Tombokoirey I
- Tombokoirey II

#### Dipartimento di Gaya
- Bana
- Bengou
- Dioundiou
- Gaya
- Karakara
- Tanda
- Tounouga
- Yelou
- Zabori

#### Dipartimento di Loga
- Falwel
- Loga
- Sokorbe

### Regione di Maradi

#### Dipartimento di Aguie
- Aguie
- Gangara
- Gazaoua
- Tchadoua

#### Dipartimento di Dakoro
- Adjekoria
- Azagor
- Bader Goula
- Bermo
- Birni Lalle
- Dakoro
- Dan-Goulbi
- Gadabedji
- Korahane
- Kornaka
- Maiyara
- Roumbou I
- Sabon-Machi
- Tagriss

#### Dipartimento di Guidan Roumdji
- Chadakori
- Guidan Roumdji
- Guidan Sori
- Sae Saboua
- Tibiri

#### Dipartimento di Madarounfa
- Dan-Issa
- Djiratawa
- Gabi
- Madarounfa
- Maradi I
- Maradi II
- Maradi III
- Safo
- Sarkin Yamma

#### Dipartimento di Mayahi
- Attantane
- El Allassane Maireyrey
- Guidan Amoumoune
- Issawane
- Kanan-Bakache
- Mayahi
- Sarkin Haoussa
- Tchake

#### Dipartimento di Tessaoua
- Baoudetta
- Hawandawaki
- Koona
- Korgom
- Maijirgui
- Ourafane
- Tessaoua

### Regione di Tahoua

#### Dipartimento di Abalak
- Abalak
- Akoubounou
- Azeye
- Tabalak
- Tamaya

#### Dipartimento di Birni N'Konni
- Allela
- Bazaga
- Birni N'Konni
- Doguerawa
- Malbaza
- Tsernaoua

#### Dipartimento di Bouza
- Allakaye
- Babankatami
- Bouza
- Deoule
- Karofane
- Tabotaki
- Tama

#### Dipartimento di Illéla
- Badaguichiri
- Bagaroua
- Illéla
- Tajae

#### Dipartimento di Keita
- Garhanga
- Ibohamane
- Keita
- Tamaske

#### Dipartimento di Madaoua
- Azarori
- Bangui
- Galma Koudawatche
- Madaoua
- Ourno
- Sabon-Guida

#### Dipartimento di Tahoua
- Affala
- Bambeye
- Barmou
- Kalfou
- Tahoua I
- Tahoua II
- Takanamat
- Tebaram

#### Dipartimento di Tchintabaraden
- Kao
- Tassara
- Tchintabaraden
- Tillia

### Regione di Tillabéri

#### Dipartimento di Filingue
- Abala
- Filingue
- Imanan
- Kourfeye Centre
- Sanam
- Tagazar
- Tondikandia

#### Dipartimento di Kollo
- Bitinkodji
- Diantchandou
- Hamdallaye
- Karma
- Kirtachi
- Kollo
- Kouré
- Libore
- N'Dounga
- Namaro
- Youri

#### Dipartimento di Ouallam
- Banibangou
- Dingazi
- Ouallam
- Simiri
- Tondikiwindi

#### Dipartimento di Say
- Ouro Gueladjo
- Say
- Tamou
- Torodi

#### Dipartimento di Téra
- Bankilare
- Dargol
- Diagourou
- Gorouol
- Gothèye
- Kokorou
- Mehana
- Téra

#### Dipartimento di Tillabéri
- Anzourou
- Ayerou
- Bibiyergou
- Dessa
- Inates
- Kourteye
- Sakoira
- Sinder
- Tillabéri

### Regione di Zinder

#### Dipartimento di Goure
- Alakoss
- Boune
- Gamou
- Goure
- Guidiguir
- Kelle
- Tesker

#### Dipartimento di Magaria
- Bande
- Dantchiao
- Dogo-Dogo
- Dungass
- Gouchi
- Kwaya
- Magaria
- Malawa
- Sassoumbroum
- Wacha
- Yekoua

#### Dipartimento di Matamey
- Dan-Barto
- Daouche
- Doungou
- Ichirnawa
- Kantche
- Kourni
- Matamey
- Tsaouni
- Yaouri

#### Dipartimento di Mirriah
- Albarkaram
- Dakoussa
- Damagaram Takaya
- Dogo
- Droum
- Gaffati
- Garagoumsa
- Gouna
- Guidimouni
- Hamdara
- Kolleram
- Mazamni
- Mirriah
- Moa
- Tirmini
- Wame
- Zermou
- Zinder I
- Zinder II
- Zinder III
- Zinder IV
- Zinder V

#### Dipartimento di Tanout
- Falenko
- Gangara
- Ollelewa
- Tanout
- Tarka
- Tenhya